# Boñar
Boñar – gmina w Hiszpanii, w prowincji León, w Kastylii i León, o powierzchni 180,62 km². W 2011 roku gmina liczyła 2048 mieszkańców.